# НХА сезон 1913—1914
НХА у сезоні 1913—1914 — 5-й регулярний чемпіонат НХА. Сезон стартував 27 грудня 1913. Закінчився 11 березня 1914. Переможцем Кубку Стенлі став клуб «Торонто» (перша перемога).

## Підсумкова таблиця
| Команда            | І  | В  | П  | Н | ШЗ  | ШП  | Очки |
| ------------------ | -- | -- | -- | - | --- | --- | ---- |
| Монреаль Канадієнс | 20 | 13 | 7  | 0 | 85  | 65  | 26   |
| Торонто            | 20 | 13 | 7  | 0 | 93  | 65  | 26   |
| Квебек Бульдогс    | 20 | 12 | 8  | 0 | 111 | 73  | 24   |
| Оттава Сенаторс    | 20 | 11 | 9  | 0 | 65  | 71  | 22   |
| Монреаль Вондерерс | 20 | 7  | 13 | 0 | 102 | 125 | 14   |
| Торонто Онтаріо    | 20 | 4  | 16 | 0 | 61  | 118 | 8    |

## Фінал Ліги
| Гра та дата          | Господар           | Рахунок | Гості              |
| -------------------- | ------------------ | ------- | ------------------ |
| 7 березня, 1914      | Монреаль Канадієнс | 2–0     | Торонто            |
| 11 березня, 1914     | Торонто            | 6–0     | Монреаль Канадієнс |
| Торонто переміг 6:2. |                    |         |                    |

## Фінал Кубка Стенлі
| 14 березня, 1914            | Торонто | 5–2 | Вікторія Аристократс |
| 17 березня, 1914            | Торонто | 6–5 | Вікторія Аристократс |
| 19 березня, 1914            | Торонто | 2–1 | Вікторія Аристократс |
| Торонто переміг у серії 3:0 |         |     |                      |